# Willem Hendrik Arisz
Willem Hendrik Arisz (Utrecht, 2 februari 1888 – Groningen, 20 juni 1975) was een Nederlandse botanicus, hoogleraar in de plantenfysiologie aan de Universiteit Groningen en lid van de Koninklijke Nederlandse Academie van Wetenschappen.

## Opleiding
Arisz studeerde biologie, werd al voor zijn afstuderen assistent van professor A.A.W. Hubrecht en kort na zijn doctoraal examen assistent van de medisch fysioloog Zwaardemaker. Hij werkte vervolgens enige tijd op het laboratorium van de Duitse fysioloog Verworn in Bonn. Gedurende zijn studie maakte Arisz met zijn broer een reis naar Rusland en na zijn doctoraal examen bezochten zij samen Italië, waar Arisz broer, een röntgenoloog, aan het zoölogisch station te Napels wilde werken. Door het uitbreken van de Eerste Wereldoorlog kon dit plan echter niet doorgaan. Hoewel Arisz zijn loopbaan als zoöloog was begonnen, besloot hij een botanische dissertatie te bewerken, namelijk die naar fototropie. Bij grote lichthoeveelheden vond hij negatieve krommingen (van het licht weg); hij kon aantonen dat ook voor deze de produktregel gold en wees er bovendien op dat het bestaan van een prikkeldrempel niet kon worden aangetoond. Hij toonde tevens aan dat de "prikkeldrempel" bepaald werd door de waarnemingstechniek.

## Loopbaan
Na zijn promotie in 1914 werd Arisz assistent van Gerrit van Iterson, die in Delft technische botanie doceerde. Al in 1915 echter aanvaardde hij een betrekking als botanicus aan het Besoekisch proefstation te Djember op Java. Het werk was geheel op de praktijk gericht. In het begin hield Arisz zich vooral bezig met de selectie van tabak. Het lukte hem door kruising een aantal nieuwe lijnen (rassen) te verkrijgen, die meer blad produceerden dan de bestaande en sterker waren, zodat in streken waar de tabakscultuur tot die tijd slechts marginale opbrengsten had gegeven, een lonende cultuur mogelijk werd. Een ander deel van Arisz werkzaamheden betrof het onderzoek van de rubber-productie, uit het melksap van Hevea brasiliensis. Hij toonde in een reeks van onderzoekingen aan, dat het uitvloeien van de latex uit de tapsnede een gevolg was van een in de melksapvaten heersende druk. Arisz kon ook aantonen dat nadat de wond zich gesloten had een nieuwvorming van rubberdeeltjes plaatsvond.
In 1922 nam de directeur van het proefstation, Dr.A.J. Ultée, ontslag, benoemde het bestuur Arisz tot zijn opvolger en in 1925 werd hij benoemd tot hoogleraar in de plantenfysiologie aan de Universiteit van Groningen als opvolger van T. Weevers. Zijn eerste promovendus, Oosterhuis, promoveerde op de voeding van Drosera, en samen met zijn leerling Oudman onderzocht hij het transport van aminozuren, kalium ionen en fosfaat ionen. Het voornaamste resultaat van dit werk was, dat bleek, dat stoffen, die de stofwisseling van de cellen remmen ook het transport stilleggen. Het mechanisme van het stoftransport hield Arisz sindsdien steeds bezig en hij deed verschillende onderzoekingen bij Vallisneria spiralis (waterplant). Een van de eerste problemen die aan Vallisneria werden onderzocht was de functie van de protoplasma-stroming bij het transport. Volgens een theorie van Hugo de Vries zou deze protoplasma-stroming het transport in de cel bewerkstelligen. Het lukte Arisz met een onschuldig middel de protoplasma-stroming stil te leggen en onder die omstandigheden bleek dat het transport van aan het blad toegediende stoffen wel degelijk door te gaan en de theorie van De Vries dus niet geldig. Een ander probleem dat door Arisz werd onderzocht was dat van de rol van de celwand bij het transport. Hij vond dat een bepaalde concentratie van kaliumcyanide de opname van chloor-ionen door het Vallisneriablad remde. Was het chloride reeds in een deel van het blad aanwezig, dan remde dezelfde concentratie van kaliumcyanide niet het transport naar aangrenzende delen. Het opname mechanisme was dus niet actief bij het transport van cel tot cel. Deze en soortgelijke waarnemingen leidden tot de opvatting dat de celprotoplasten in een weefsel een samenhangend geheel vormen, waarbij de plasmodesmen de verbindingen zijn. Deze zogenaamde symplasma theorie van Arisz wordt thans vrijwel algemeen aanvaard. Arisz en zijn medewerker Sol ontdekten bij een ander onderzoek dat de lichtwerking op de opname van stoffen bleef bestaan als er geen koolzuur in de omgeving was en er dus geen assimilaten werden gevormd. Zij opperden dat de lichtenergie in de chloroplasten werd omgezet in een energierijke verbinding, die zijn energie aan het opname proces kon afstaan. Later onderzoek van H.B. Aling Prins maakte waarschijnlijk dat ATP deze verbinding was.
Arisz was bestuurslid van de Nederlandse Organisatie voor Zuiver Wetenschappelijk Onderzoek, voorzitter van de Koninklijke Nederlandse Botanische Vereniging, lid van de Koninklijke Nederlandse Academie van Wetenschappen en hij nam in 1958 deel aan de Commissie ontwikkeling natuurwetenschappelijk onderzoek. Hij was ridder in de Orde van de Nederlandse Leeuw, erelid van de Koninklijke Nederlandse Botanische Vereniging en erelid van de Deutsche Botanische Gesellschaft.
- Biografisch Portaal: 07492843
- Gemeinsame Normdatei: 1204662789
- International Standard Name Identifier: 0000 0003 8854 4821
- Nederlandse Thesaurus van Auteursnamen: 06813701X
- Virtual International Authority File: 281786465
- WorldCat: E39PBJxrT8pMrhfccXKT9dRxjC